# وتلیانکا
وتلیانکا (به لاتین: Vetlyanka) یک منطقهٔ مسکونی در روسیه است که در استان آستراخان واقع شده‌است.